# جاختو
جاختو (مصری باستان: ḎꜢḫtw؛ ‏حدود ۲۲۹۰ پیش از میلاد) یا دجاختو وزیر مصر علیا در دوران دودمان ششم مصر بود. او از خانواده‌ای بانفوذ در ابیدوس برخاسته بود؛ مادرش نِبِت، نخستین زن شناخته‌شده‌ای بود که به مقام وزارت رسید، و پدرش خوئی نام داشت. دو خواهر او، عنخ‌اِسِن‌پپی یکم و عنخ‌اِسِن‌پپی دوم، همسران فرعون پپی یکم بودند، و بنابراین، جاختو دایی فرعون پپی دوم به‌شمار می‌آمد.
جاختو زمانی که پپی دوم به سلطنت رسید، از پیش وزیر بود. نام او در دو فرمان سلطنتی آمده است: یکی از ابیدوس و دیگری از قفط؛ یکی از این فرمان‌ها مربوط به سال یازدهم سلطنت است.
زمان دقیق مرگ او مشخص نیست، اما هنگامی که مقبرهٔ پپی دوم تزئین شد، جاختو دیگر در مقام وزارت نبود. او در ابیدوس به خاک سپرده شد، اما مکان دقیق آرامگاهش تاکنون شناسایی نشده است.